# Italo Mazzacurati
Italo Mazzacurati, né le 13 janvier 1932 à Ozzano dell'Emilia (Émilie-Romagne) et mort le 13 décembre 2013 à San Lazzaro di Savena (Émilie-Romagne), est un coureur cycliste italien, professionnel de 1958 à 1967.

## Palmarès

### Palmarès amateur
- 1951
  - 2e de la Coppa Pietro Linari
  - 3e de Bologna-Marina di Ravenna
- 1952
  - 3e de Bologna-Marina di Ravenna
- 1953
  - Trophée Matteotti amateurs
- 1954
  - Trophée Minardi
  - 3e du Tour d'Ombrie
  - 3e de la Coppa Memo Poli
- 1955
  - Coppa Varignana
- 1957
  - 3e de la Coppa Cremonini

### Palmarès professionnel
- 1958
  - 2e du Tour de Romagne
- 1959
  - 3e du Trofeo Fenaroli
- 1960
  - 2e du Trophée Matteotti
- 1961
  - 4e du Tour de Suisse
- 1966
  - 2e du Tour d'Émilie

## Résultats sur les grands tours

### Tour d'Italie
8 participations
- 1959 : 62e
- 1960 : 66e
- 1961 : 21e
- 1962 : 29e
- 1963 : 37e
- 1964 : 78e
- 1965 : 63e
- 1967 : 67e

### Tour de France
3 participations
- 1962 : 82e
- 1964 : 50e
- 1965 : 68e